# امیرآباد (کلیبر)
امیرآباد یکی از روستاهای استان آذربایجان شرقی است که در دهستان آبش‌احمد بخش آبش‌احمد شهرستان کلیبر واقع شده‌است.